# Heaven (film, 1987)
Pour les articles homonymes, voir Heaven.
Pour plus de détails, voir Fiche technique et Distribution.
Heaven est un documentaire américain réalisé et écrit par Diane Keaton en 1987 qui traite de la vie après la mort et du paradis en particulier, à travers des interviews et des images d'archives ou d'extraits de films,.
Le film est projeté à la Quinzaine des réalisateurs du festival de Cannes 1987.

## Fiche technique
- Réalisation : Diane Keaton
- Scénario : Diane Keaton
- Photo : Frederick Elmes et Joe Kelly
- Musique : Howard Shore
- Producteur : Joe Kelly
- Distribution : Island Pictures
- Pays d’origine : États-Unis
- Langue : Anglais
- Format : Noir et blanc et Couleur - 35mm
- Genre : Documentaire
- Durée : 80 min.
- Date de sortie : 1987